# Fagerbacken
Fagerbacken är en småort i Borlänge kommun, Dalarnas län, belägen i Stora Tuna socken 1,5 kilometer öster om Halvarsgårdarna.